# إدغارد أمبينغ
إدغارد أمبينغ (من مواليد 9 يونيو 2003) هو لاعب كرة قدم إندونيسي محترف يلعب كظهير أيسر في الدوري 1 لصالح نادي PSM Makassar والمنتخب الإندونيسي تحت 20 عامًا.